# Intensivvårdsavdelning

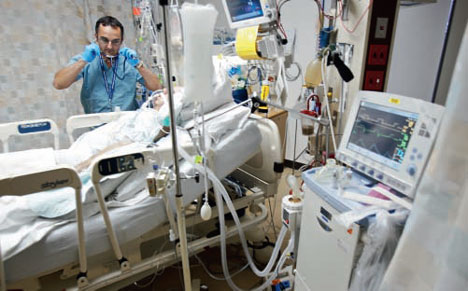
Intensivvårdspatienter kan behöva respirator för att kunna andas.

Intensivvårdsavdelning (IVA) är en avdelning på sjukhus med högre personaltäthet och avancerad medicinsk apparatur för att ge intensivvård till patienter med livshotande problem med funktioner som andning, cirkulation och medvetande.
Utöver allmänna intensivvårdsavdelningar finns flera typer av avdelningar specialiserade på olika typer av fysiska problem, samt också psykiatriska intensivvårdsavdelningar.